# Mężczyźni
Mężczyźni – pierwsza solowa płyta Katarzyny Groniec. Produkcją muzyczną, tekstami zajął się Grzegorz Ciechowski.

## Lista utworów
1. Dzięki za miłość (5:00)
2. Tango z pistoletem (4:28)
3. Koi, rani (4:24)
4. Ona jest (3:24)
5. Przyznaję się do winy (czyli zeznania miłosne) (4:49)
6. Gdybyś mnie kiedyś... (1:08)
7. Godzina miłowania (4:51)
8. Mężczyźni, którym... (3:53)
9. Piotrów trzech (2:41)
10. Zwariowałam (5:45)

## Single
- Dzięki za miłość
- Koi, rani
- Tango z pistoletem

## Pozycje na listach
| Lista | Kraj   | Pozycja |
| ----- | ------ | ------- |
| OLiS  | Polska | 10      |